# 白條鱯
白條鱯，為輻鰭魚綱鯰形目鱨科的其中一種，為熱帶淡水魚類，分布於亞洲湄公河及湄南河流域，體長可達35公分，棲息在水生植物叢生且流動的溪流底層水域，以昆蟲、浮游動物及魚類等為食，生活習性不明，可做為食用魚。

## 扩展阅读
維基物種上的相關：白條鱯